# 82. ročník udílení Zlatých glóbů
82. ročník udílení Zlatých glóbů se konal dne 5. ledna 2025. Ceremoniál byl vysílán živě na CBS ve Spojených státech a moderovala ho stand-up komička Nikki Glaser.
Nominace byly oznámeny dne 9. prosince 2024 na tiskové konferenci v The Beverly Hilton herci Morrisem Chestnutem a Mindy Kaling. Nejvíce nominací obdržela film Emilia Pérez, který se s deseti nominacemi stal komediálním nebo muzikálovým filmem s nejvíce nominacemi v historii Zlatých glóbů. Nejvíce cen, celkem čtyři, získal film Emilia Pérez a seriál Šógun.

## Nominovaní

### Film
| Nejlepší film (drama) | Nejlepší film (komedie / muzikál) |
| --- | --- |
| Brutalista - Bob Dylan: Úplně neznámý - Konkláve - Duna: Část druhá - Nickel Boys - Mnichov 1972 | Emilia Pérez - Anora - Rivalové - Opravdová bolest - Substance - Čarodějka |
| Nejlepší herec (drama) | Nejlepší herečka (drama) |
| Adrien Brody jako László Tóth – Brutalista - Timothée Chalamet jako Bob Dylan – Bob Dylan: Úplně neznámý - Daniel Craig jako William Lee – Queer - Colman Domingo jako John „Divine G.“ Whitfield – Sing Sing - Ralph Fiennes jako Thomas Cardinal Lawrence – Konkláve - Sebastian Stan jako Donald Trump – The Apprentice: Příběh Trumpa | Fernanda Torres jako Eunice Paiva – Ainda estou aqui - Pamela Anderson jako Shelly – The Last Showgirl - Angelina Jolie jako Maria Callasová – Maria - Nicole Kidmanová jako Romy Mathis – Babygirl - Tilda Swintonová jako Martha Hunt – Vedlejší pokoj - Kate Winsletová jako Lee Millerová – Lee |
| Nejlepší herec (komedie / muzikál) | Nejlepší herečka (komedie / muzikál) |
| Sebastian Stan jako Edward Lemuel / Guy Moratz – Jiný člověk - Jesse Eisenberg jako David Kaplan – Opravdová bolest - Hugh Grant jako pan Reed – Heretik - Gabriel LaBelle jako Lorne Michaels – Saturday Night - Jesse Plemons jako Robert, Daniel a Andrew – Milé laskavosti - Glen Powell jako Gary Johnson – Vrah naoko               | Demi Moore jako Elisabeth Sparkle – Substance - Amy Adamsová jako matka – Nightbitch - Cynthia Erivo jako Elphaba Thropp – Čarodějka - Karla Sofía Gascón jako Emilia Pérez / Juan „Manitas“ Del Monte – Emilia Pérez - Mikey Madison jako Anora „Ani“ Mikheeva – Anora - Zendaya jako Tashi Duncan – Rivalové |
| Nejlepší herec ve vedlejší roli | Nejlepší herečka ve vedlejší roli |
| Kieran Culkin jako Benji Kaplan – Opravdová bolest - Yura Borisov jako Igor – Anora - Edward Norton jako Pete Seeger – Bob Dylan: Úplně neznámý - Guy Pearce jako Harrison Van Buren – Brutalista - Jeremy Strong jako Roy Cohn – The Apprentice: Příběh Trumpa - Denzel Washington jako Macrinus – Gladiátor II                          | Zoe Saldaña jako Rita Mora Castro – Emilia Pérez - Selena Gomezová jako Jessi Del Monte – Emilia Pérez - Ariana Grande jako Galinda Upland – Čarodějka - Felicity Jones jako Erzsébet Tóth – Brutalista - Margaret Qualley jako Sue – Substance - Isabella Rosselliniová jako sestra Agnes – Konkláve |
| Nejlepší režisér | Nejlepší scénář |
| Brady Corbet – Brutalista - Jacques Audiard – Emilia Pérez - Sean Baker – Anora - Edward Berger – Konkláve - Coralie Fargeat – Substance - Payal Kapadia – Záblesky naděje | Peter Straughan – Konkláve - Jacques Audiard – Emilia Pérez - Sean Baker – Anora - Brady Corbet a Mona Fastvold – Brutalista - Jesse Eisenberg – Opravdová bolest - Coralie Fargeat – Substance |
| Nejlepší hudba | Nejlepší filmová píseň |
| Trent Reznor a Atticus Ross – Rivalové - Volker Bertelmann – Konkláve - Daniel Blumberg – Brutalista - Kris Bowers – Rozzum v divočině - Clément Ducol a Camille – Emilia Pérez - Hans Zimmer – Duna: Část druhá | „El Mal“ (Clément Ducol, Camille a Jacques Audiard) – Emilia Pérez - „Beautiful That Way“ (Andrew Wyatt, Miley Cyrusová a Lykke Li) – The Last Showgirl - „Compress / Repress“ (Trent Reznor, Atticus Ross a Luca Guadagnino) – Rivalové - „Forbidden Road“ (Robbie Williams, Freddy Wexler a Sacha Skarbek) – Better Man - „Kiss the Sky“ (Delacey, Jordan K. Johnson, Stefan Johnson, Maren Morris, Michael Pollack a Ali Tamposi) – Rustin - „Mi Camino“ (Clément Ducol a Camille) – Emilia Pérez |
| Nejlepší animovaný film | Nejlepší cizojazyčný film |
| Kočičí odysea - V hlavě 2 - Paměti z ulity - Odvážná Vaiana 2 - Wallace & Gromit: Vengeance Most Fowl - Rozzum v divočině | Emilia Pérez (Francie) - Záblesky naděje (Francie/Indie/Nizozemsko/Lucembursko/Itálie) - Dívka s jehlicí (Polsko/Švédsko/Dánsko) - Ainda estou aqui (Brazílie) - Semínko posvátného fíkovníku (USA/Německo) - Vermiglio (Itálie) |
| Filmový úspěch | |
| Čarodějka - Vetřelec: Romulus - Beetlejuice Beetlejuice - Deadpool & Wolverine - Gladiátor II - V hlavě 2 - Twisters - Rozzum v divočině | |

### Televize
| Nejlepší seriál (drama) | Nejlepší seriál (komedie / muzikál) |
| --- | --- |
| Šógun (FX / Hulu) - Den Šakala (Peacock / Sky) - Diplomatické vztahy (Netflix) - Mr. & Mrs. Smith (Prime Video) - Slow Horses (Apple TV+) - Hra na oliheň (Netflix) | Stále v kurzu (HBO / Max) - Základka Willarda Abbotta (ABC) - Medvěd (FX / Hulu) - Gentlemani (Netflix) - Tohle nikdo nechce (Netflix) - Jen vraždy v budově (Hulu) |
| Nejlepší herec v seriálu (drama) | Nejlepší herečka v seriálu (drama) |
| Hirojuki Sanada jako lord Toranaga Jošii – Šógun (FX / Hulu) - Donald Glover jako John Smith / Michael – Mr. & Mrs. Smith (Prime Video) - Jake Gyllenhaal jako Rusty Sabich – Nedostatek důkazů (Apple TV+) - Gary Oldman jako Jackson Lamb – Slow Horses (Apple TV+) - Eddie Redmayne jako „Šakal“ – Den Šakala (Peacock / Sky) - Billy Bob Thornton jako Tommy Norris – Landman (Paramount+)                  | Anna Sawai jako Mariko Toda – Šógun (FX / Hulu) - Kathy Batesová jako Madeline Kingston / „Matty“ Matlock – Matlock (CBS) - Emma D'Arcy jako královna Rhaenyra I. Targaryen – Rod draka (HBO / Max) - Maya Erskine jako Jane Smith / Alana – Mr. & Mrs. Smith (Prime Video) - Keira Knightleyová jako Helen Webb – Černá holubice (Netflix) - Keri Russellová jako Katherine „Kate“ Wyler – Diplomatické vztahy (Netflix)     |
| Nejlepší herec v seriálu (komedie / muzikál) | Nejlepší herečka v seriálu (komedie / muzikál) |
| Jeremy Allen White jako Carmen „Carmy“ Berzatto – Medvěd (FX) - Adam Brody jako Noah Roklov – Tohle nikdo nechce (Netflix) - Ted Danson jako Charles – Stařík v utajení (Netflix) - Steve Martin jako Charles-Haden Savage – Jen vraždy v budově (Hulu) - Jason Segel jako Jimmy Laird – Terapie pravdou (Apple TV+) - Martin Short jako Oliver Putnam – Jen vraždy v budově (Hulu)                             | Jean Smartová jako Deborah Vance – Stále v kurzu (HBO / Max) - Kristen Bellová jako Joanne – Tohle nikdo nechce (Netflix) - Quinta Brunson jako Janine Teagues – Základka Willarda Abbotta (ABC) - Ayo Edebiri jako Sydney Adamu – Medvěd (FX) - Selena Gomez jako Mabel Mora – Jen vraždy v budově (Hulu) - Kathryn Hahn jako Agatha Harkness – Agatha za vším schovaná (Disney+)                                            |
| Nejlepší herec v minisérii nebo TV filmu | Nejlepší herečka v minisérii nebo TV filmu |
| Colin Farrell jako Oswald „Oz“ Cobb a.k.a. Tučňák – Tučňák (HBO / Max) - Richard Gadd jako Donny Dunn – Sobík (Netflix) - Kevin Kline jako Stephen Brigstocke – Dokonalý cizinec (Apple TV+) - Cooper Koch jako Erik Menendez – Monstra: Příběh Lylea a Erika Menendezových (Netflix) - Ewan McGregor jako Alexander Rostov – Gentleman v Moskvě (Paramount+) - Andrew Scott jako Tom Ripley – Ripley (Netflix) | Jodie Fosterová jako Liz Danvers – Temný případ: Noční krajina (HBO / Max) - Cate Blanchettová jako Catherine Ravenscroft – Dokonalý cizinec (Apple TV+) - Cristin Miliotiová jako Sofia Gigante – Tučňák (HBO / Max) - Sofía Vergara jako Griselda Blanco – Griselda (Netflix) - Naomi Wattsová jako Babe Paley – Zlá krev: Capote vs. labutě (FX / Hulu) - Kate Winsletová jako kancléřka Elena Vernham – Režim (HBO / Max) |
| Nejlepší herec ve vedlejší roli v seriálu, minisérii nebo TV filmu | Nejlepší herečka ve vedlejší roli v seriálu, minisérii nebo TV filmu |
| Tadanobu Asano jako Kashigi Yabushige – Šógun (FX / Hulu) - Javier Bardem jako José Menendez – Monstra: Příběh Lylea a Erika Menendezových (Netflix) - Harrison Ford jako Dr. Paul Rhoades – Terapie pravdou (Apple TV+) - Jack Lowden jako River Cartwright – Slow Horses (Apple TV+) - Diego Luna jako Andy Pérez – La Máquina (Disney+) - Ebon Moss-Bachrach jako Richard „Richie“ Jerimovich – Medvěd (FX)  | Jessica Gunning jako Martha Scott – Sobík (Netflix) - Liza Colón-Zayas jako Tina Marrero – Medvěd (FX / Hulu) - Hannah Einbinder jako Ava Daniels – Stále v kurzu (HBO / Max) - Dakota Fanningová jako Marge Sherwood – Ripley (Netflix) - Allison Janney jako viceprezidentka Grace Penn – Diplomatické vztahy (Netflix) - Kali Reis jako Evangeline Navarro – Temný případ: Noční krajina (HBO / Max)                       |
| Nejlepší minisérie nebo TV film | |
| Sobík (Netflix) - Dokonalý cizinec (Apple TV+) - Monstra: Příběh Lylea a Erika Menendezových (Netflix) - Tučňák (HBO / Max) - Ripley (Netflix) - Temný případ: Noční krajina (HBO / Max) | |